# Empire Records
Pour plus de détails, voir Fiche technique et Distribution.
Empire Records est un film américain réalisé par Allan Moyle et sorti en 1995.

## Synopsis
La folle journée d'un magasin de disques en passe de devenir une simple franchise d'un grand disquaire : Joe, le gérant, découvre qu'un de ses employés a perdu l'argent de la caisse à Atlantic City tandis qu'un chanteur sur le retour vient donner une séance de dédicace dans la boutique. Les jeunes employés vivent cette journée au rythme de leurs pulsions : coups de folie, sentiments amoureux, dépressions et grands projets…

## Fiche technique
Sauf indication contraire, les informations mentionnées dans cette section peuvent être confirmées par les bases de données cinématographiques IMDb et Allociné,  présentes dans la section « Liens externes ».
- Titre original et français : Empire Records
- Réalisation : Allan Moyle
- Scénario : Carol Heikkinen
- Décors : Peter Jamison
- Costumes : Susan Lyall
- Photographie : Walt Lloyd
- Montage : Michael Chandler
- Musique : Evan Dando, Mitchell Leib
- Production : Tony Ludwig, Arnon Milchan, Michael G. Nathanson et Alan Riche
- Sociétés de production : Monarchy Enterprises B.V., New Regency Pictures, Regency Entertainment et Warner Bros. Pictures
- Sociétés de distribution :
  - États-Unis : Warner Bros. Pictures
  - France : Warner Bros. Pictures
- Pays de production :  États-Unis
- Langue originale : anglais
- Format : couleur - 2,35:1 - 35 mm- son Dolby Digital, SDDS
- Genre : Comédie dramatique
- Durée : 90 minutes ; 107 minutes (version special extended edition)
- Dates de sortie :
  - États-Unis : 22 septembre 1995 (sortie limitée) ; 20 octobre 1995 (nationale)
  - France : 31 juillet 1996

## Distribution
- Anthony LaPaglia (VF : José Luccioni) : Joe Reaves
- Rory Cochrane (VF : Lionel Melet) : Lucas
- Ethan Embry (VF : Alexandre Gillet) : Mark
- Johnny Whitworth : A. J.
- Robin Tunney (VF : Sylvie Jacob) : Debra (Deborah en VF)
- Renée Zellweger (VF : Odile Schmitt) : Gina
- Liv Tyler (VF : Virginie Méry) : Corey Mason
- Coyote Shivers (en) (VF : Damien Boisseau) : Berko
- Brendan Sexton III : Warren
- Maxwell Caulfield (VF : Guillaume Orsat) : Rex Manning
- Debi Mazar (VF : Sophie Arthuys) : Jane
- James 'Kimo' Wills (en) (VF : Emmanuel Garijo) : Eddie
- Ben Bode : Mitchell Beck

 Source et légende : version française (VF) sur RS Doublage